# Night Head Genesis
Night Head Genesis ist eine Anime-Fernsehserie aus dem Jahr 2006, die die Geschichte aus dem Film Night Head neu erzählt. Die Serie wurde 2007 als Manga adaptiert. 

## Handlung
Die beiden Brüder Naoya und Naoto Kirihara haben übernatürliche Fähigkeiten. Aus Furcht vor diesen Fähigkeiten werden sie als Kinder von ihren Eltern einem Forschungszentrum übergeben. Dort wachsen sie unglücklich auf, bis ihnen nach 15 Jahren die Flucht gelingt. Doch nun haben die Brüder Visionen von einer ausbrechenden Seuche, die die Menschheit vernichten könnte. Außerdem werden sie von der Regierung und einem Großkonzern gejagt, die ihre Fähigkeiten nutzen wollen.

## Charaktere
Naoto Kirihara
Naoto ist der ältere der beiden Brüder und besitzt telekinetische Fähigkeiten. Außerdem kann er telepathisch mit seinem Bruder kommunizieren. Er ist selbstbewusst, aufbrausend und beschützt seinen jüngeren Bruder Naoya.
Naoya Kirihara
Naoya ist der sechs Jahre jüngere Bruder von Naoto. Er kann hellsehen, telepathisch kommunizieren und heilen. So hat er oft Visionen, wenn er Personen oder Gegenstände berührt, was ihn psychisch sehr belastet.
Kyōjirō Mikuriya
Kyōjirō Mikuriya hatte die Brüder Kirihara in das Forschungszentrum geholt, weswegen er von Naoto gehasst wird. Doch fühlt sich Kyōjirō mit der Zeit für die beiden verantwortlich und hilft ihnen, auch nach ihrer Flucht.
Shōko Futami
Shōko ist eine Oberschülerin mit außergewöhnlichen Fähigkeiten. Mit der Zeit legt sie ihre Körperlichkeit ab, wie ein Geist, und kann durch Raum und Zeit reisen. Sie ist dabei für ihre Familie oft tagelang verschwunden und erfährt viel von dem, was in der Welt geschieht.

## Produktion und Veröffentlichung
Die Serie wurde 2006 unter der Regie von Yoshio Takeuchi beim Studio Bee Media produziert. Das Storyboard nach dem Szenario von George Iida schrieb Masahiko Murata. You Higuri entwarf das Charakterdesign und Hiroshi Kato und Toshihiro Kohama waren die künstlerischen Leiter. BS Japan zeigte den Anime vom 29. Juli bis 31. Dezember 2006  in Japan. Es folgten Ausstrahlungen bei Animax und GyaO. 

### Synchronisation
| Rolle             | japanischer Sprecher (Seiyū) |
| ----------------- | ---------------------------- |
| Naoya Kirihara    | Akira Ishida                 |
| Naoto Kirihara    | Toshiyuki Morikawa           |
| Kyōjirō Mikuriya  | Hidetoshi Nakamura           |
| Shōko Futami      | Akeno Watanabe               |
| Yoshimi Taniguchi | Eri Kitamura                 |

### Musik
Die Musik des Animes komponierte Shigeru Umebayashi. Für die Abspanne verwendete man die Lieder Kotoba (言葉) von Under Graph und Nemutte Ita Kimochi, Nemutte Ita Kokoro von Aya Kamiki.

## Manga
Eine Manga-Adaption des Animes von George Iida und You Higuri erschien ab Mai 2007 in Japan im Magazine Z bei Kodansha. Insgesamt wurden drei Bände herausgebracht. Del Rey veröffentlicht die Bände in den USA und bei Carlsen Comics erschienen seit Dezember 2010 drei Bände auf Deutsch.